# Japán himnusza

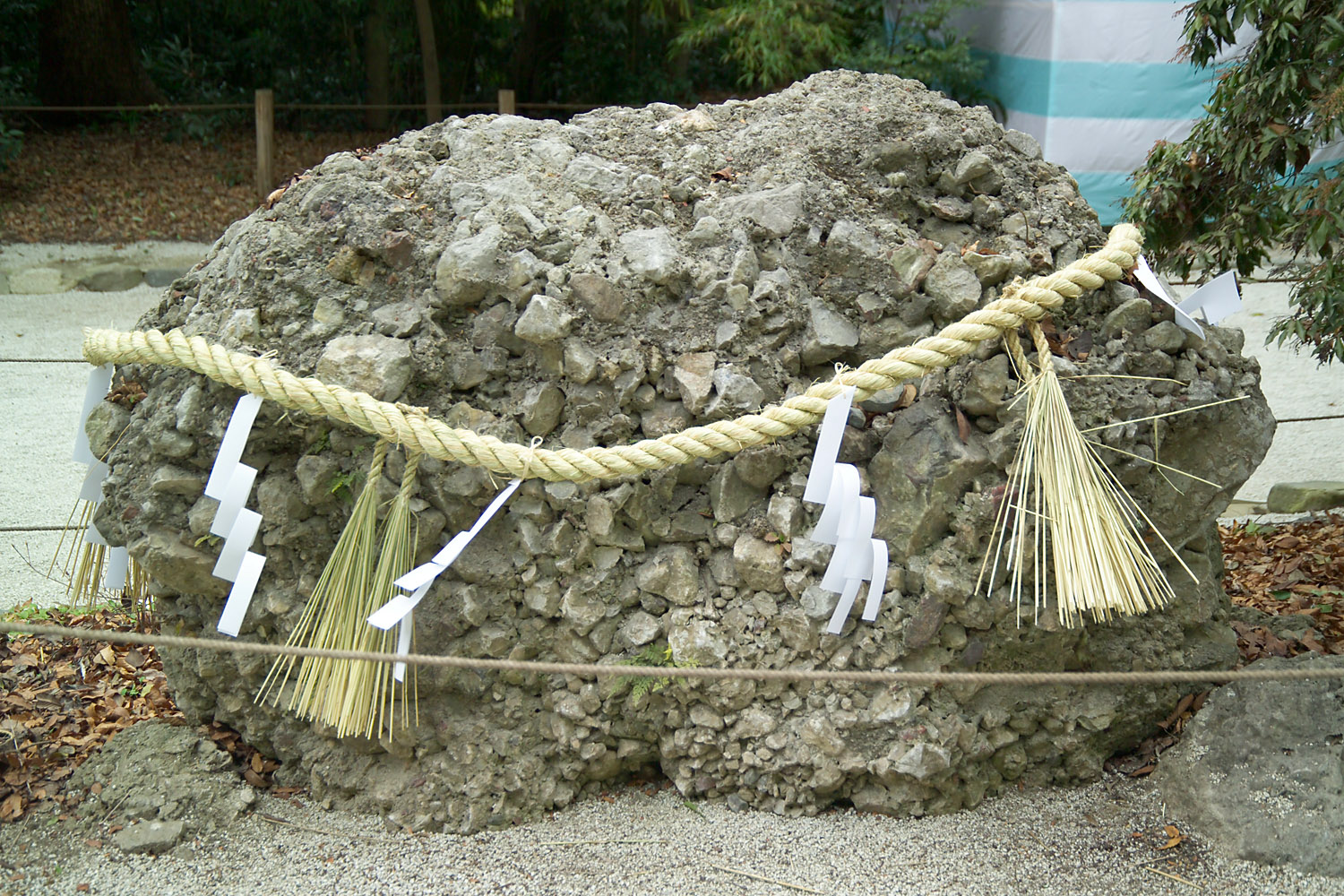
Szazare isi (さざれ石), a kavicsokból nőtt szikladarab

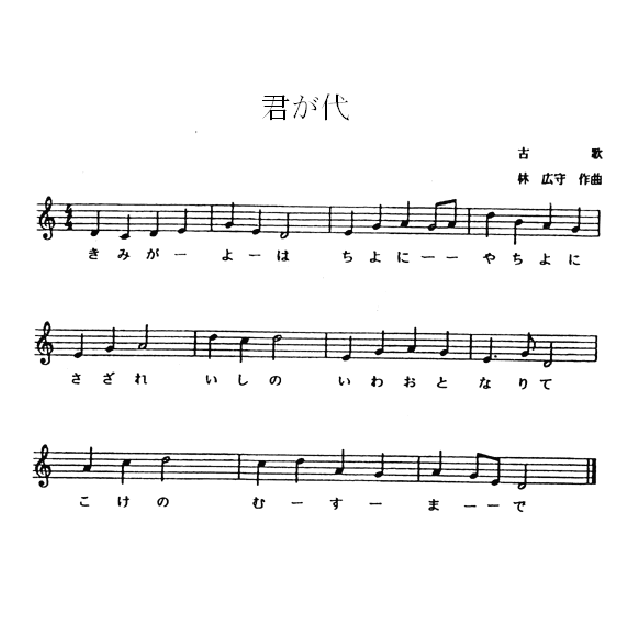
A Kimi ga jo kottája

A Kimi ga jo (japánul 君が代) Japán nemzeti himnusza. A szöveg Heian-kori vaka a Kokinsú gyűjteményből, a dallam a Meidzsi-korszakból származik, 1880-ból. Egy 11 évvel korábbi, népszerűtlen melódiát váltott fel.
Bár az alkotást régóta használták himnuszként, hivatalosan csak törvénymódosítás tette azzá 1999-ben. A háború alatt a Kimi ga jo és a hinomaru az imperializmus és a militarizmus jelképe volt.
Szövege:
| Kimi ga jo va Csijo ni jacsijo ni Szazare isi no Ivao to narite Koke no muszu made | Uralmad tartson Ezer, nyolcezer évig, Míg a kavicsokból Hatalmas szikla válik, S beborítja a moha. | 君が代は 千代に八千代に さざれ石の いわおとなりて こけのむすまで |